# Juan Martí (escritor)
Juan Martí (Orihuela, 1570 - Valencia 1604) fue un escritor español, a quien se ha venido atribuyendo (bajo el seudónimo de Mateo Luján de Sayavedra) la autoría de la segunda parte apócrifa del Guzmán de Alfarache, de Mateo Alemán, en 1602.
Las noticias que sobre este autor existen son muy escasas; era oriolano, abogado, y según se cree quizá profesor de Derecho en Valencia. Raymond Foulché-Delbosc ya acogía con reservas la identificación de este Martí con el Mateo Luxán de Sayavedra que aparece como autor de la segunda parte apócrifa del Guzmán de Alfarache (Valencia, 1602), al igual que el editor de la obra David Mañero Lozano. Un estudio de reciente aparición apunta más a las claras a la autoría de Juan Felipe Mey, hermano del impresor de la primera edición del apócrifo aparecida en Valencia.
Desde su aparición en 1602, hasta la publicación de la Segunda Parte de Mateo Alemán (1604), fue una obra de mucho éxito editorial, realizándose 10 ediciones en sólo dos años. Se hizo una edición de las dos partes en Milán, en 1603, por Jerónimo Bordón y Pedro Mártir Locarno,  aunque en la portada de ambas partes figura el nombre de Mateo Alemán.
Juan Martí Falleció en Valencia el 22 de diciembre de 1604 y fue sepultado en su Catedral.

## Lecturas
- Luján de Sayavedra, Mateo, Segunda parte de la vida del pícaro Guzmán de Alfarache, Madrid: Cátedra, 2007.ISBN 978-84-376-2403-7.

- Datos: Q6300075